# Anton Karas
Anton Karas (Viena, 7 de julio de 1906; 10 de enero de 1985) fue un músico vienés especialista en la cítara, conocido mundialmente por haber compuesto la banda sonora de la película El tercer hombre (The Third Man), dirigida por Carol Reed en 1949.

## Biografía
Nacido en Viena, de orígenes húngaros y checos, desde niño mostró una predisposición notable para la música. A pesar de que estaba fascinado sobre todo por el órgano, debido a las circunstancias financieras de la familia se las arregló para recibir clases de cítara. Anton, que creció en el distrito de Brigittenau de Viena, tenía 12 años cuando encontró una cítara en el ático de la casa de su abuela. Siguió con sus estudios hasta 1928.
Se casó en 1930 y a los tres meses nació su primera hija. Desde 1939 hasta 1945, es decir, durante los mismos años de la II Guerra Mundial, estuvo alistado en la Wehrmacht alemana, sección de sistema antiaéreo, y fue enviado al frente ruso.

### El tercer hombre
En 1948 Carol Reed estaba preparando la filmación de su película en Viena cuando encontró a Karas tocando en una taberna vienesa. Se le acercó y lo contrató para que compusiera la banda sonora de su película. El encuentro se llevó a cabo por casualidad en ese lugar, y la elección resultó ser un golpe de suerte para ambos.
Poco antes de terminar la película, Carol Reed instaló a Anton Karas en el Hotel Astoria en Viena, donde se le pidió grabar para el equipo durante varias horas. De vuelta en Londres, Reed trató de encajar la música en la película que acababa de filmar, pero, como no le resultó satisfactorio, invitó a Karas a grabar en Londres. Karas comenzó a componer el 1 de junio de 1949, y durante 12 semanas (14 horas al día) siguió intentándolo una y otra vez, y se quedó prácticamente como "prisionero" de Reed en Londres. Después de la grabación, un incendio quemó, en la sala de edición, más de la mitad del material de Karas, de modo que este tuvo que empezar todo el trabajo de nuevo. Una vez que la película de Carol Reed estuvo terminada, Karas se fue a la Abadía de Westminster a encender una vela, en agradecimiento.
El sencillo lanzado por Karas de la banda sonora de la melodía, "The Harry Lime Theme", se mantuvo en las listas de éxitos en el Top 40 de los Estados Unidos durante más de tres meses en 1950. El sencillo fue seguido por un LP de sus piezas y otras canciones publicadas por los vieneses Decca. Karas utilizó las ganancias de la película y los discos para comprar un heuriger (una taberna austriaca peculiar) a la que llamó "El tercer hombre", en el distrito vienés de Grinzing. Continuó tocando en su club y posteriormente lanzó otros discos para los mercados austriaco y alemán.